# Romana Agnel
 (décembre 2011).
Si vous disposez d'ouvrages ou d'articles de référence ou si vous connaissez des sites web de qualité traitant du thème abordé ici, merci de compléter l'article en donnant les références utiles à sa vérifiabilité et en les liant à la section « Notes et références ».
Romana Agnel est une danseuse, chorégraphe et historienne de l'art polonaise.

## Biographie
Romana Agnel a fait ses études à l’École de ballet de Cracovie (dans la classe de Marta Mirocka) puis en histoire de l'art à l'Université de Paris IV. Elle a également appris la danse indienne Bharata natyam à Madras. Enfin, elle a trouvé sa voie dans la danse historique. C’est à Paris chez Antoinette Guédy « Le Ballet Légendaire de l’Ile de France » puis chez Martine Pichon « Le Bal Paré » qu’elle a fait son apprentissage. 
En 1997 elle a créé la compagnie Balet Dworski (ballets de cour) - Ardente Sole¹.
En 1998 elle chorégraphie l'opéra de Telemann «Don Quichotte au mariage de Camacho» à l'Atelier lyrique de Tourcoing. 
Depuis l'été 2000 elle organise chaque année (au Château du Wawel) le festival baroque de danses de cour "Cracovia Danza"
En 2004, sa compagnie est l'invitée de la Biennale de la danse de Lyon.
En 2005, elle participe en tant que danseuse au festival Couperin en concert au château de Champs-sur-Marne.
Elle a ainsi collaboré avec de nombreux théâtres et opéras dont le Théâtre des Champs-Élysées à Paris et le Concertgebouw à Amsterdam.
Elle travaille en partenariat avec diverses institutions culturelles de Cracovie comme le Teatr STU, ou le Théâtre Groteska, où elle a présenté les danses indiennes Bharata natyam. Elle collabore également avec l'Institut français de Cracovie.

## Distinction
- Chevalière de la Légion d'honneur (décret PREX 14082 - 03 D du président de la République en date du 18 avril 2014)[6].